# Katharinenbild

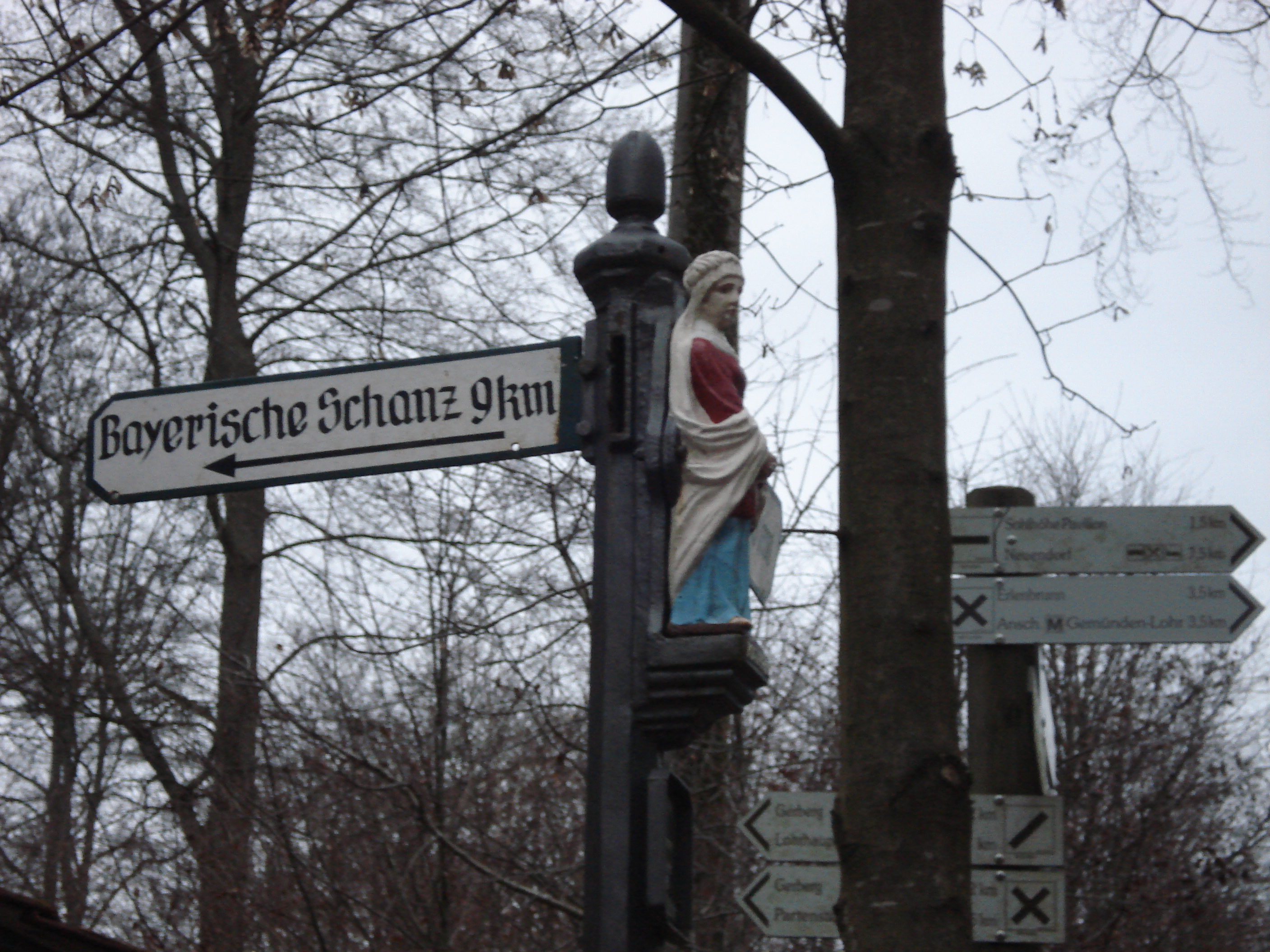
Wegweiser am Katharinenbild

Katharinenbild bezeichnet eine Wegkreuzung auf einem Sattel (415 Meter Seehöhe) zwischen dem Lehngrund, einem Seitental des Lohrtals und dem Sindersbachtal 5,4 km südöstlich des Eichenbergs. Über diesen Sattel führt die einzige zwar öffentlich befahrbare, aber nicht asphaltierte Straße vom Ortsteil Ruppertshütten zum Stadtzentrum von Lohr innerhalb des Stadtgebiets. Etwa einen Kilometer vom Katharinenbild liegt der Obersee des Pumpspeicherkraftwerks Langenprozelten; er ist zu Fuß über einen Wanderweg, der mit einem roten Fuchs markiert ist, zu erreichen und bietet einen im Spessart seltenen Weitblick bis zur Rhön.
Das Katharinenbild wird in der Pfinzing-Karte als Groß Erleporn nach einer gefassten Quelle (heute Großer Erlenbrunnen) in der Nähe bezeichnet. 1872 wurde ein Wegweiser aus Gusseisen der Firma Rexroth mit Hirschhörnern aufgestellt. Letztere sind bereits zum dritten Mal verschwunden. 1936 wurde eine Schutzhütte errichtet.